# Johan Bodegraven

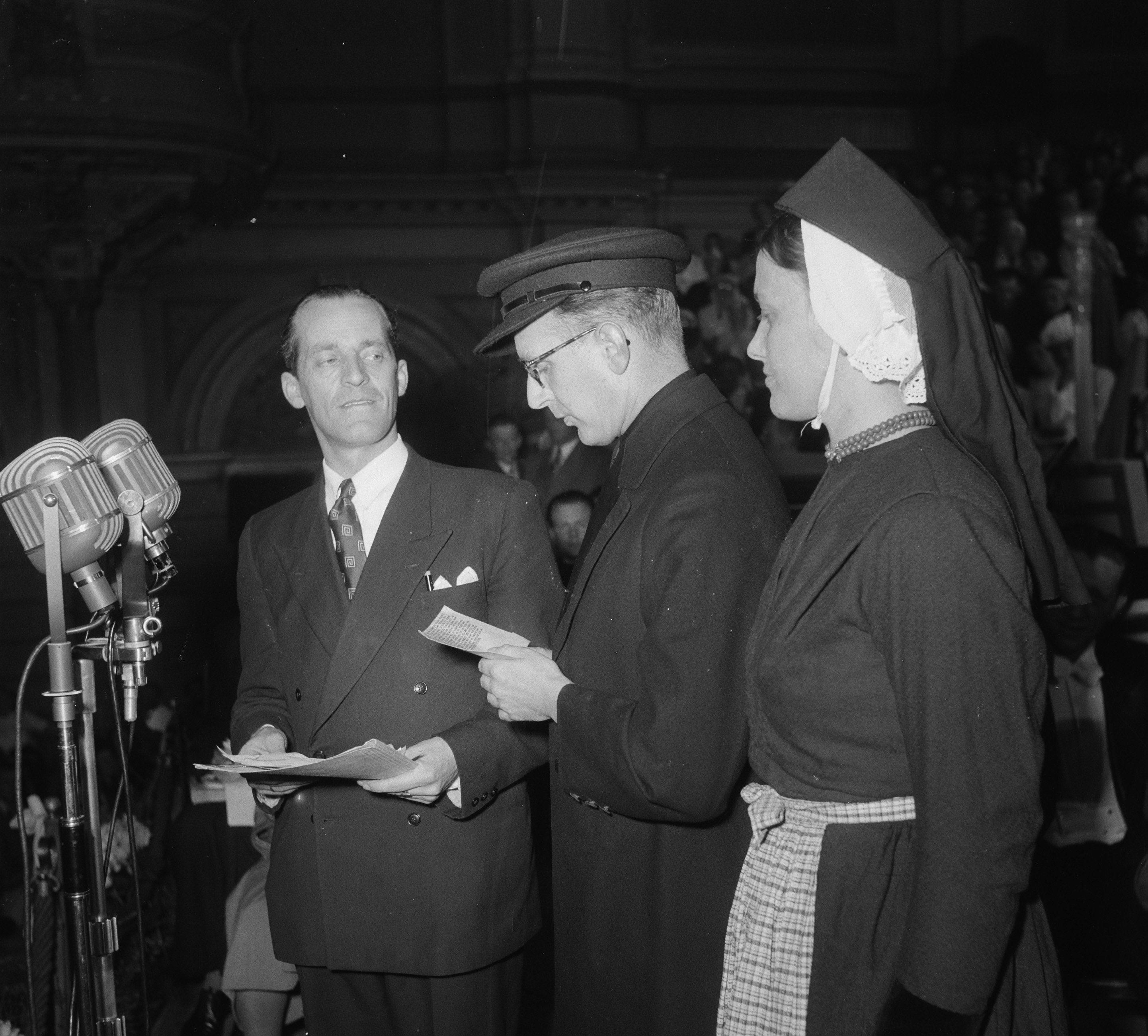
Johan Bodegraven (l) in 1951

Johan Bodegraven, mit vollem Namen: Johannes Gerrit Bodegraven (* 3. Juli 1914 in Tiel; † 8. März 1993 in Hilversum), war ein niederländischer Reporter und Radiosprecher der NCRV (Nederlandse Christelijke Radio-Vereniging, deutsch: Niederländische Christliche Radio-Vereinigung).

## Leben
Bodegraven wuchs in Gelderland und später Utrecht in einem traditionell calvinistischen Milieu auf, in dem seine künstlerischen Interessen höchstens als Freizeitbeschäftigung akzeptiert wurden. Deshalb schlug er entgegen einem eigentlichen Wunsch, Schauspieler zu werden, die Laufbahn eines Steuerbeamten ein, die auch sein Vater ausübte, und arbeitete im Finanzamt Utrecht. 1940 heiratete er Johanna IJperlaan, mit der er drei Kinder hatte.
Als Hobby engagierte er sich in einer Laienspielgruppe, wo er 1946 von Gerard Hoek, dem Programmleiter von Radio NCRV, entdeckt wurde. Dort arbeitete er zunächst nebenberuflich bei Studio Steravond, einem jeden Donnerstag ausgestrahlten Abendunterhaltungsprogramm. Ab 1947 moderierte er die Sendung Spraakwaterval („Redewasserfall“), in der es darum ging, eine bestimmte Zeit lang ununterbrochen zu sprechen. 1948 kündigte er beim Finanzamt, zog nach Hilversum und arbeitete hauptberuflich für den Sender, bei dem er bis zu seiner Pensionierung bleiben sollte.
Landesweit bekannt wurde Bodegraven wegen seiner Spendenaktionen. Die erste kam zufällig in seiner Sendung Haak-in zustande, in der Teilnehmer Wortketten bilden mussten, indem sie ein Wort anfügten, das mit dem letzten Buchstaben des vorhergehenden Wortes begann. Bodegraven kam auf die Idee, auch seine Hörer an dem Spiel zu beteiligen. Sie sollten ihre Lösung per Postkarte an den Sender schicken, die mit einer Wohlfahrtsmarke beklebt war, von der 25 Prozent an die Krebshilfsorganisation Koningin Wilhelmina Fonds abgeführt wurden. Hierdurch wurden aber nicht nur die geplanten 80.000 Gulden gespendet, sondern es kamen mehr als 3 Millionen Gulden zusammen.
Nach diesem überwältigenden Erfolg führte die NCRV jedes Jahr eine Spendenaktion unter der Leitung von Bodegraven durch, der mittlerweile den Spitznamen Aartsbedelaar (Erzbettler) erhalten hatte. Die bekannteste Sendung wurde Beurzen open, dijken dicht (Geldbörsen offen, Deiche dicht) anlässlich der Flutkatastrophe von 1953, bei der rund sechs Millionen Gulden gesammelt wurden.
Insgesamt sammelte Bodegraven mehr als 15 Millionen Gulden.
Bodegraven blieb zeit seines Lebens ein „Radiomann“, das neue Medium Fernsehen schreckte ihn ab. 1957 gab er dem Drängen seines Senders nach und präsentierte die TV-Show Plus of min, die aber ein Misserfolg wurde und ihn bald zum Radio zurückkehren ließ, wo er bis 1979 tätig war. Er blieb in Hilversum, wo er zurückgezogen lebte und 1993 einem Krebsleiden erlag.